# José Velarde
José Velarde Yusti (Conil de la Frontera, 10 de noviembre de 1848-Madrid; 22 de febrero de 1892) fue un poeta español. 

## Biografía

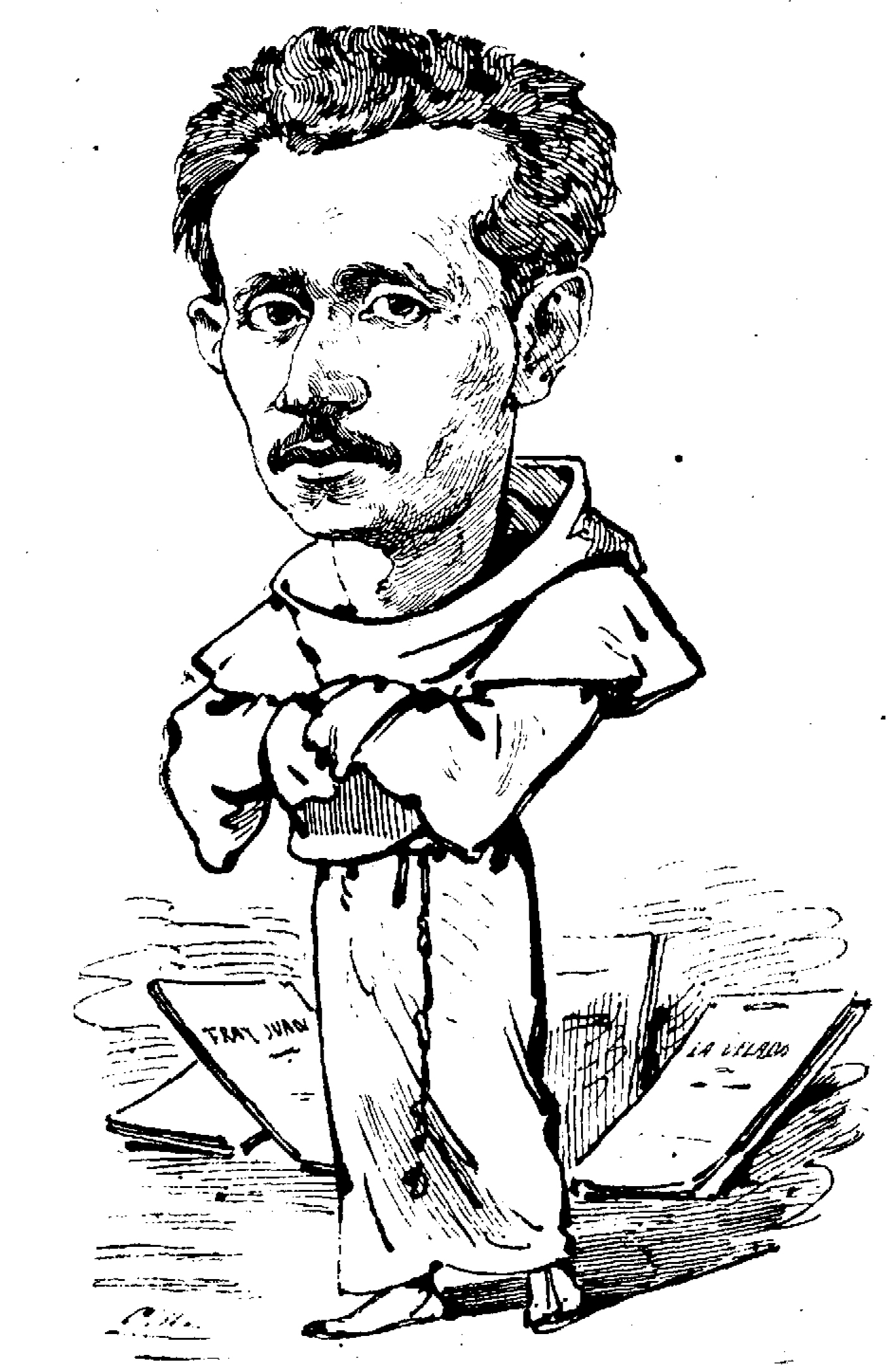
Caricaturizado por Cilla en Madrid Cómico (1881)

Nacido el 10 de noviembre de 1848 en la localidad gaditana de Conil de la Frontera, su padre Agustín Velarde y Escalera, fue médico titular del pueblo, además, José Velarde y Yusti estudió Medicina. Se trasladó luego a Sevilla, donde, hacia 1873, ejercía con desgana su oficio como médico de la Beneficencia, pues prefería dedicarse a la literatura. Era asiduo a la tertulia literaria del Liceo y participaba en los periódicos La Tribuna, El Demócrata Andaluz, El Gran Mundo o El Liceo Sevillano junto a jóvenes escritores hispalenses como Carlos Peñaranda, Juan José Bueno o Luis Montoto y Rautenstrauch, y dirigió además el diario político El Estado Andaluz. Con su amigo Juan Antonio Cavestany y Mario Méndez Bejarano fundó el Liceo de Sevilla.
Así que renunció al ejercicio de su profesión para trasladarse a Madrid (1878), con su entrañable amigo Juan Antonio Cavestany, con ánimo de dedicarse al periodismo y a la literatura. Con Cavestany estrenó con éxito el drama Pedro el Bastardo. Publicó sus primeros versos y artículos en La Ilustración Española y Americana. A su Parnaso particular había incorporado a José Zorrilla y a Ramón de Campoamor, quien, en su cargo de director general de Beneficencia, le concedió una credencial de seis mil reales. En 1897, Antonio Cánovas del Castillo
le dio otro destino más rentable en Hacienda. En Madrid frecuentó tertulias (entre ellas, la de Juan Valera), salones y el Ateneo, espacio en el que consiguió grandes triunfos con la lectura de los poemas "Fray Juan", "A Dios" y "Laredo". En su «Cacharrería» conoció y trabó amistad con José Zorrilla, Juan Valera, José Echegaray, Ramón de Campoamor, Federico Balart, Antonio Fernández Grilo y Ventura Ruiz Aguilera.
Escribió en El Imparcial, La Iberia diario progresista, El Heraldo de Madrid, La Época, diario moderado, La Correspondencia de España diario noticiero… Concurrió con asiduidad a la célebre Cacharrería del Ateneo, donde hizo gran amistad con José Zorrilla, Juan Valera, José Echegaray, Ramón de Campoamor, Federico Balart, Antonio Fernández Grilo y Ventura Ruiz Aguilera. Ingresó en las filas de los liberales junto a
Cánovas del Castillo, y fue monárquico convencido y defensor de Alfonso XII. Y gracias a la protección económica del rey, Velarde pudo evitar una existencia bohemia y azarosa. Velarde fue uno de los poetas más combatidos por la crítica. Entre sus detractores figuró en primer término “Clarín”, aunque no menos acerbos fueron Emilio Bobadilla y Antonio de Valbuena. En 1888 dio a conocer en el Ateneo de Madrid su poema "Alegría", del que Melchor de Palau emitió el juicio siguiente:
Velarde describe con precisión; es un fotógrafo literario, mejor dicho, un daguerreotipista, pues el color está presente en sus obras; Velarde tiene en sus composiciones fragmentos acertadísimos, versos esculturales modelo de corrección y de armonía, brillantez fulgurosa en muchas imágenes, y, lo que es innegable, descripciones exactas que parecen echas con paleta y pincel. Puede decirse, en fin, que sus obras son superiores al poeta, que la factura predomina la esencia, y lo gráfico a lo ético.
Su poesía está muy influenciada por contemporáneos suyos como Gaspar Núñez de Arce y José Zorrilla, especialmente este último, ya que, como él, Velarde escribió leyendas en verso.
Para mantener a la familia, compuesta de su mujer Lucía Castro Pinzón y seis hijos, tuvo en su última época que valerse de la ayuda de la duquesa de Almodóvar del Río, quien consiguió, al decir de Luis Montoto, que el Marqués de Comillas le auxiliase. Pese a todo, murió en la miseria, dejando viuda y seis hijos.
El poeta español del siglo XX Gabriel Celaya lo cita en un poema con irónía para hacer referencia a su poesía caduca: "Recuerdo a Núñez de Arce y a don José Velarde, / tan retóricos, sabios, / tan poéticos, falsos, / cuando vivía Bécquer, tan inteligente, / tan pobre de adornos, / tan directo, vivo.[...]".
El valor principal de Velarde es el de ser uno de los precursores del modernismo en España, juntamente con Manuel Reina, Ricardo Gil y Carlos Fernández-Shaw. Además, fue la causa de que el poeta José Zorrilla escribiera sus memorias con el título de Recuerdos del tiempo viejo (1880-1882, 3 vols.), pues lo componían las cartas que, dirigidas en un principio a Velarde, vieron la luz en Los Lunes de El Imparcial a partir de octubre de 1879. Zorrilla le dedicó la obra: "Al egregio poeta Don José Velarde en prenda de amistad y agradecimiento, José Zorrilla. Barcelona, 10 de enero de 1881)". Cuenta Montoto que Zorrilla, tras escucharle en el Ateneo su poema "A Dios", le dijo entusiasmado: «Eso no lo ha dicho nadie en castellano: haga usted el favor de repetirlo». Marta Palenque juzga que lo más interesante de la producción velardiana para el lector actual son los poemas breves y leyendas («El trovador», «Teodomiro», «Toros y cañas», «El año campestre»), en los que se advierte el influjo zorrillesco. En su época fueron muy valorados también los de carácter civil, a la manera de Núñez de Arce, como «El poeta a su musa» y "Tempestades", texto seleccionado por Narciso Alonso Cortés para Las cien mejores poesías del siglo XIX. Además Juan Valera lo había incluido antes en el tomo IV de su Florilegio de poesías castellanas del siglo XIX.
Falleció el 22 de febrero de 1892 en Madrid. Una de sus descendientes fue la primera mujer del padre de Juan Ramón Jiménez.

## Obras
- Poesía (1872)
- Poesías (Sevilla, 1876)
- Nuevas poesías (Sevilla, 1878, 2.ª ed., 1881)
- Alegría introducción y cuatro partes (La marcha, el alojado, el holgadero, la fuga, habladurías)
- Teodomiro o La cueva del Cristo (1879), obra dedicada a su pueblo natal (Conil de la Fra.)
- Meditación ante unas ruinas (Madrid,1879)
- Fray Juan (1879)
- La niña de Gómez Arias (1880)
- La venganza (Madrid, 1881)
- A orillas del mar (1882)
- El año campestre (Sevilla, 1882)
- Voces del alma (1884)
- El último beso (1884)
- El capitán García (1884)
- La velada (1884)
- Con Juan Antonio Cavestany, Pedro el Bastardo (Madrid, Imprenta Velasco, 1888)
- Ante el crucifijo
- Mis amores
- La inundación
- La poesía y el poeta

Se han recopilado sus cartas a José Navarrete en Toros y Chimborazos. También fue autor con su amigo Juan Antonio Cavestany de una obra de teatro que se estrenó en Madrid con gran éxito y que tituló: Pedro el bastardo. Sus obras se conservan en el Ateneo de Madrid, donde ingresó en el año 1879 con el número de socio 4.267 y en su museo de poetas ilustres, junto a los más grandes de todos los tiempos, cuelga un retrato de Velarde pintado por Manuel Fernández Carpio. En la biblioteca de las universidades de Córdoba, Jaén, Málaga, Baleares, Burgos, Palencia, Sevilla, Segovia, Ciudad Real, Cuenca, Guadalajara, Toledo, Cáceres, Pontevedra y Madrid, se pueden estudiar sus poemas y leyendas. También en la Biblioteca Real se conservan dos tomos de sus Obras completas autografiadas con dedicatorias de Velarde "A S. M. la Reina Regente Dña. María Cristina testimonio de respeto y gratitud", el primer volumen y el segundo "A S. A. R. Dña. Isabel de Borbón, Infanta de España, en testimonio de adhesión".